# Danh sách tập phim Lupin III Part II (mùa 2)
Đây là danh sách tập phim mùa 2 của phim hoạt hình Nhật Bản 1977-1980 Lupin The Third Part II được sản xuất bởi công ty Nhật Bản Tokyo Movie Shinsha.  Mùa hai gồm 25 tập, phát sóng từ ngày 10 tháng 4 năm 1978 cho đến 25 tháng 9 năm 1978 trên NTV (Nippon Television). 

## Danh sách tập phim
Lưu ý: "Tiêu đề tiếng Anh" có trên DVD khu vực 1 phát hành bởi Pioneer/Geneon Entertainment. Tập 27 được phát sóng trên Adult Swim như thay thế tập 3 mùa 1 không được phát  sóng
| STT theo loạt phim | STT theo mùa | Tên gốc tập phim                                                      | Tên tiếng Anh                          | Ngày phát sóng      |
| ------------------ | ------------ | --------------------------------------------------------------------- | -------------------------------------- | ------------------- |
| 27                 | 1            | "Cinderella no Kitte wa Doko e Itta" (シンデレラの切手はどこへいった) | "The Little Princess of Darkness"      | 10 tháng 4 năm 1978 |
| 28                 | 2            | "Onna Deka Melon" (女刑事メロン)                                      | "Revenge of Le Nerd"                   | 17 tháng 4 năm 1978 |
| 29                 | 3            | "Dengeki Hatapoppo Sakusen" (電撃ハトポッポ作戦)                      | "Fry Me to the Moon"                   | 24 tháng 4 năm 1978 |
| 30                 | 4            | "Morocco no Kaze wa Atsuku" (モロッコの風は熱く)                      | "Morocco Horror Picture Show"          | 1 tháng 5 năm 1978  |
| 31                 | 5            | "Byakuya ni Mukatte Ute" (白夜に向かって撃て)                         | "Twins Pique"                          | 8 tháng 5 năm 1978  |
| 32                 | 6            | "Lupin wa Nido Shinu" (ルパンは二度死ぬ)                              | "Lupin the Interred"                   | 15 tháng 5 năm 1978 |
| 33                 | 7            | "Orion no Ookan wa Dare o Mono" (オリオンの王冠は誰のもの)            | "A Rumble Royal"                       | 22 tháng 5 năm 1978 |
| 34                 | 8            | "Kyuuketsuki ni Natta Lupin" (吸血鬼になったルパン)                   | "But your Brother was Such a Nice Guy" | 29 tháng 5 năm 1978 |
| 35                 | 9            | "Gorilla Gang o Okkakero" (ゴリラギャングを追っかけろ)                | "Gorilla Tactics"                      | 5 tháng 6 năm 1978  |
| 36                 | 10           | "Tsukikagejoo no Himitsu o Abake" (月影城の秘密をあばけ)              | "The Riddle of Tsukikage Castle"       | 12 tháng 6 năm 1978 |
| 37                 | 11           | "Genghis Khan no Maizookin" (ジンギスカンの埋蔵金)                    | "Khan Job"                             | 19 tháng 6 năm 1978 |
| 38                 | 12           | "ICPO no Amai Wana" (ICPOの甘い罠)                                    | "Happy Betrayals to You"               | 26 tháng 6 năm 1978 |
| 39                 | 13           | "Hong Kong no Yozora ni Daia wa Kieta" (香港の夜空にダイヤは消えた)   | "Pretty Cluckin' Insane"               | 3 tháng 7 năm 1978  |
| 40                 | 14           | "Misslejack Sakusen" (ミサイルジャック作戦)                           | "Payload"                              | 10 tháng 7 năm 1978 |
| 41                 | 15           | "Kaguyahime no Takara o Sagase" (かぐや姫の宝を探せ)                  | "Heroes and Vixens"                    | 17 tháng 7 năm 1978 |
| 42                 | 16           | "Hanayome ni Natta Lupin" (花嫁になったルパン)                        | "Crusin' in Drag"                      | 24 tháng 7 năm 1978 |
| 43                 | 17           | "Peking Genjin no Hone wa Doko ni" (北京原人の骨はどこに)             | "Jumpin' the Bones"                    | 31 tháng 7 năm 1978 |
| 44                 | 18           | "Kieta Tokubetsu Sookoosha" (消えた特別装甲車)                        | "Lion, Cheatin' and Stealin'"          | 7 tháng 8 năm 1978  |
| 45                 | 19           | "Koroshi wa Wine no Nioi" (殺しはワインの匂い)                        | "Diamonds and Minx"                    | 14 tháng 8 năm 1978 |
| 46                 | 20           | "Lupin Otakaku Urimasu" (ルパンお高く売ります)                        | "The Island of Dr. Derange"            | 21 tháng 8 năm 1978 |
| 47                 | 21           | "Joooheika no Zukkoke Keibu" (女王陛下のズッコケ警部)                 | "Crownin' Around"                      | 28 tháng 8 năm 1978 |
| 48                 | 22           | "Hijoo Bell ni Lupin wa Warau" (非常ベルにルパンは笑う)               | "Vault Assault"                        | 4 tháng 9 năm 1978  |
| 49                 | 23           | "Kawaii Onna ni wa Doku ga Aru" (可愛いい女には毒がある)              | "Snake Charmer"                        | 11 tháng 9 năm 1978 |
| 50                 | 24           | "Watashi ga Aishita Lupin "Zempen"" (私が愛したルパン"前編")          | "The Second Time Around - Part One"    | 18 tháng 9 năm 1978 |
| 51                 | 25           | "Watashi ga Aishita Lupin "Koohen"" (私が愛したルパン"後編")          | "The Second Time Around - Part Two"    | 25 tháng 9 năm 1978 |